# Arbogast
Arbogast of (Latijn Arbogastes)  (overleden 8 september 394) was  generaal in het Romeinse leger en van Frankische afkomst. Als opperbevelhebber was hij een aantal jaren een van de machtigste personen in het West-Romeinse Rijk. Hij bracht het Rijk in een ernstige crisis toen hij zijn eigen politiek begon te voeren. Hij was een neef van Richomer en Bauto , die evenals Arbogast hoge posities in het Romeinse leger vervulden. Arbogastes, Romeins bestuurder van Belgica Prima was een nazaat van hem. 

## Militaire loopbaan
Arbogast begon zijn militaire carrière onder keizer Gratianus. Hij voerde meer dan tien jaar het commando over een keizerlijk leger. Er is een vroeg verslag waarin staat opgetekend dat hij in 381 het leger vergezelde dat Gratianus naar de Balkan stuurde om het oostelijke rijk te helpen in de Gotische oorlog.  In dienst van keizer Theodosius bestreed  hij tegenkeizer Magnus Maximus, en nadat deze werd verslagen, volgde hij in 388 zijn oom Bauto op als opperbevelhebber in Gallië.
In Gallië stelde Arbogast orde op zaken. Hij voerde een strafexepeditie tegen de Franken en voerde onderhandelingen met de Frankische leiders Marcomer en Sunno. In 389 boekte hij een belangrijke overwinning op zijn volksgenoten, de Franken, nadat hij de Rijn-grens was overgestoken. Hij verwoestte het gebied waar de Bructeren en Chamaven verbleven. Arbogast herstructureerde het bestuur van de provincie en versterkte de Rijn-grens. Hij plaatste Franken op diverse hoge posten, die hij door promoties tot trouw aan zichzelf aanzette.

## Opperbevelhebber
In 392 kwam Valentinianus II in Vienne aan om de leiding over de provincie weer over te nemen. Hij ontving Arbogast en overhandigde hem een document dat hem van zijn functies onthief. Arbogast echter verscheurde het papier, en verklaarde er niet door gebonden te zijn. Valentinianus trok zijn zwaard, en kon er slechts met moeite van weerhouden worden Arbogast dan wel zichzelf te doden. Enkele dagen later werd Valentinianus dood in zijn kamer aangetroffen. Hoewel er bronnen zijn die zelfmoord vermoeden, is het waarschijnlijker dat hij in opdracht van Arbogast vermoord is.
Arbogast schoof hierna Flavius Eugenius als keizer naar voren. Deze werd in het westen alleen in Gallië en Italië erkend. Met dit eigenmachtig optreden kwam Arbogast in conflict met de Oost-Romeinse keizer Theodosius I die van mening was dat hem alleen het recht toekwam de opvolger te benoemen. Een groter conflictonderwerp tussen beiden was echter de religie. Theodosius was een sterk aanhanger van het christendom, en had openbare heidense bijeenkomsten in het gehele rijk verboden. Arbogast daarentegen had zich verbonden met de heidense fractie in de senaat, en onder Eugenius maakte het heidendom in Rome een laatste bloeiperiode door.

## Ondergang
In 394 trok daarom Theodosius op tegen Eugenius. Het kwam tot een veldslag in een bergpas, de Slag aan de Frigidus (6 september 394). Aanvankelijk leek Eugenius' leger, geleid door Arbogast, aan de winnende hand. In een eerste treffen werden Theodosius' Goten, geleid door Alarik I, verslagen. Theodosius bad de gehele volgende nacht, en de volgende morgen stak een grote storm op (de Bora, vergelijkbaar met de Föhn), die het leger van Eugenius volledig in verwarring bracht en vernietigde. Arbogast en consul Virius Nicomachus Flavianus pleegden zelfmoord, keizer Eugenius werd gevangengenomen en vervolgens onthoofd.
Met de dood van Arbogast kwam er een einde aan een periode waarin Frankische leiders grote invloed hadden binnen het keizerrijk. Na de overwinning werd Theodosius keizer van het herenigde rijk, maar 4 maanden later stierf ook hij. Het rijk zou opnieuw verdeeld worden tussen zijn zonen Honorius en Arcadius, en zoals later bleek ditmaal definitief.
Arbogast kan worden beschouwd als de voorloper van de situatie in de 5e eeuw waarbij de daadwerkelijke macht in het West-Romeinse Rijk niet meer bij de keizer lag, maar bij achter de schermen regerende generaals, vaak van Germaanse afkomst (Stilicho, Constantius III, Aetius, Ricimer, Gundobad, Odoaker), en de keizer vaak niet meer dan een stroman was.